# هوراس هاربر
هوراس هاربر (بالإنجليزية: Horace Harper)‏ هو سياسي أسترالي، ولد في 11 يونيو 1898، وتوفي في 14 فبراير 1970. انتخب عضو الجمعية التشريعية نيو ساوث ويلز.